# Ernest Callenbach

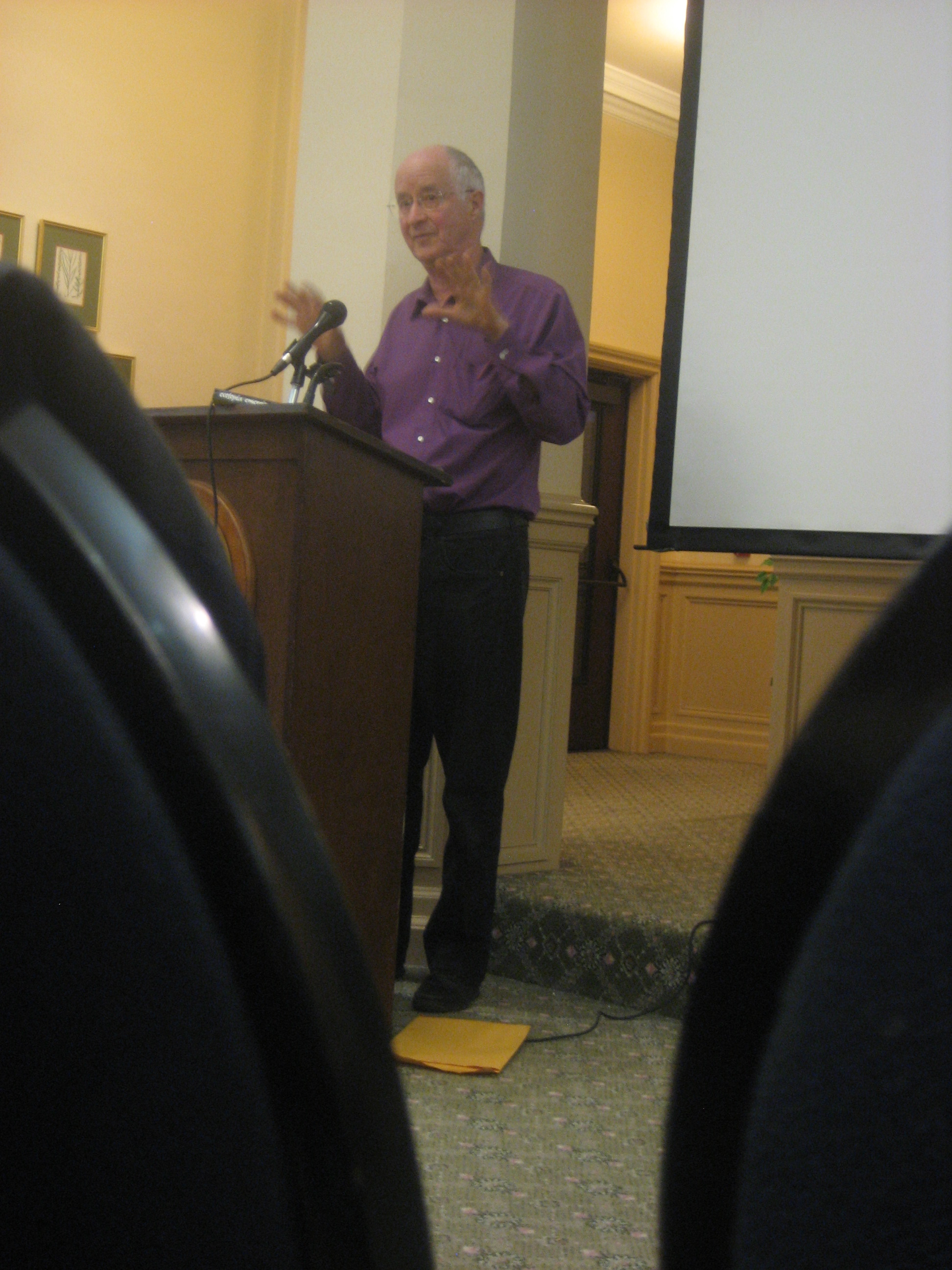
Ernest Callenbach (November 2008)

Ernest William Callenbach (* 3. April 1929 in Williamsport, Pennsylvania; † 16. April 2012 in Berkeley, Kalifornien) war ein US-amerikanischer Schriftsteller, Journalist und Universitätslehrer.

## Leben
Callenbach gilt als ein ökologischer Vordenker. Callenbach hatte an der Universität von Chicago sowie der Pariser Sorbonne studiert und einen Mastergrad in Englisch und Kommunikation erworben. Er lehrte Filmgeschichte und Filmtheorie an der University of California in Berkeley. Bis 1991 war er Herausgeber der Zeitschrift „Film Quarterly“.
Callenbach galt neben Ursula K. Le Guin und Marge Piercy als einer der aktuellen Gesellschaftsutopisten der Gegenwart und wird als solcher mitunter in einem Atemzug mit H. G. Wells, Aldous Huxley und George Orwell genannt. Er lebte zuletzt in Berkeley (Kalifornien).
Die Albert-Ludwigs-Universität Freiburg verlieh Callenbach 2009 die Ehrendoktorwürde.

## RomanÖkotopia
1975 entwarf Callenbach mit seinem Roman Ecotopia (deutsch: Ökotopia) das Modell einer Gesellschaft, die sich ökologisch und sozialverträglich organisiert. Das Land »Ökotopia« wird von drei ehemaligen US-Bundesstaaten gebildet, die sich von den Vereinigten Staaten abgespalten haben. Callenbach beschreibt sehr detailliert alle denkbaren Teilbereiche des sozialen, wirtschaftlichen, politischen und privaten Lebens. Callenbachs Utopie sei »multikulturell, sanft technologisch, dezentralistisch, frauenfreundlich, hierarchiearm (aber nicht hierarchielos)«, so der Sozialwissenschaftler und Schriftsteller Rolf Schwendter. Die New York Times beschreibt die in Ökotopia beschriebene Gesellschaft als „eine Mischung aus skandinavischem Sozialismus und nordkalifonornischem Zurück-auf-das-Land-Ideen, mit dem Usus..., vor Ort angebaute Produkte zu essen.“
Kritiker wie der linke Journalist Peter Bierl werfen Callenbach vor, »Ökotopia« enthalte »eine krude Mischung aus emanzipatorischen und rechten Vorstellungen«.
Nach mehr als zwanzig Ablehnungen des Manuskripts durch verschiedene Verlagshäuser gründete Callenbach eigens den Banyan Tree Verlag und brachte das Buch dort heraus. Später interessierte sich Bantam Books dafür und sorgte mit einer eigenen Ausgabe für die weitere Verbreitung.
Siehe auch: Zukunftsliteratur

## »Ente«über Callenbachs Lebenslauf
Eine Legende besagt, dass Callenbach 1937 in Hamburg geboren sei, Politik, Geschichte und Soziologie studiert habe und von 1981 bis 1995 Journalist beim deutschen Nachrichtenmagazin Der Spiegel gewesen sei. Diese »Ente« fand sich auch in vorherigen Versionen dieses (deutschsprachigen) Wikipedia-Artikels wieder. Sie basiert wohl auf einer falschen Autoreninformation des EVA Rotbuchverlages, eines seiner deutschen Verlage.

## Bibliografie
Ecotopia
- Ecotopia: The Notebooks and Reports of William Weston (1975)
  - Deutsch: Ökotopia: Notizen und Reportagen von William Weston aus dem Jahre 1999. Übersetzt von Reinhard Merker und Ursula Clemeur. Rotbuch #200, 1978, ISBN 3-88022-200-2.
  - Deutsch: Ökotopia Neu übersetzt von Holger Hanowell. Reclam 2022, ISBN 978-3-15-011417-9.
- Ecotopia Emerging (1981)
  - Deutsch: Ein Weg nach Ökotopia: Roman der Entstehungsgeschichte einer anderen Zukunft. Übersetzt von Christiane Tobschall und David Crawford. Ökotopia-Verlag (Ökotopia #3), Berlin 1983, ISBN 3-923648-03-0.

Kurzgeschichten
- Chocco (1994, in: Kim Stanley Robinson (Hrsg.): Future Primitive: The New Ecotopias)

Sachliteratur
- Living Cheaply With Style (1993)
  - Deutsch: Billig leben mit Stil. Übersetzt von Leo Strohm. Rotbuch-Verlag (Rotbuch-Taschenbuch #1018), Hamburg 1995, ISBN 3-88022-463-3.
- Ecology : A Pocket Guide (1998)
  - Deutsch: Ökologie von A – Z : Ein Wegweiser. Übersetzt von Michael Haupt. Rotbuch-Verlag, Hamburg 2000, ISBN 3-434-53051-7.

## Nachweise
1. ↑  Dennis Hevesi: Ernest Callenbach, Author of ‘Ecotopia,’ Dies at 83. In: The New York Times. 27. April 2012.
2. ↑  Hintergrund zu seinem Vortrag „The Hollowing Out of the American Empire/Die Aushöhlung des amerikanischen Imperiums“ auf SWR Tele-Akademie
3. ↑   Lesereise 2009 (Memento vom 19. September 2015 im Internet Archive)
4. ↑  Zur Geschichte der Utopien 2001
5. ↑  New York Times Artikel zu Ökotopia
6. ↑  Peter Bierl: „ Und ewig rauschen die Wälder (Memento vom 24. April 2005 im Internet Archive)“ - ÖkoLinX 23/1996
7. ↑  Gert Fehlner: Literarische Utopien als Reflexion und Kritik amerikanischer Wirklichkeit: Ausgewählte Beispiele seit den 60er Jahren, Meitingen 1989, S. 123.

| Personendaten    | Personendaten                                   |
| ---------------- | ----------------------------------------------- |
| NAME             | Callenbach, Ernest                              |
| ALTERNATIVNAMEN  | Callenbach, Ernest William (vollständiger Name) |
| KURZBESCHREIBUNG | US-amerikanischer Journalist und Schriftsteller |
| GEBURTSDATUM     | 3. April 1929                                   |
| GEBURTSORT       | Williamsport, Pennsylvania                      |
| STERBEDATUM      | 16. April 2012                                  |
| STERBEORT        | Berkeley, Kalifornien                           |